# 세키도 겐지
세키도 겐지(일본어: 関戸 健二, 1990년 1월 7일 ~ )는 일본의 전 축구 선수이다.

## 구단 경력
그는 2012년부터 2022년까지 J리그의 파지아노 오카야마에서 활동하였다.